# Jubiläumsmedaille „XX Jahre Rote Arbeiter-und-Bauern-Armee“

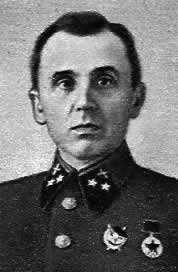
Kirill Semjonowitsch Moskalenko an dessen Revers die Medaille der 1. Form zu erkennen ist.

Die Jubiläumsmedaille „XX Jahre Rote Arbeiter-und-Bauern-Armee“ (russisch Юбилейная медаль «XX лет Рабоче-Крестьянской Красной Армии») wurde anlässlich des 20. Jahrestages der Gründung der Roten Armee am 24. Januar 1938 gestiftet. Sie war die erste tragbare staatliche Auszeichnung der UdSSR in Medaillenform überhaupt. Die Verleihungszahl belief sich auf 37.504 Träger.

## Verleihungsvoraussetzungen
Die Medaille wurde nur an Persönlichkeiten der Kommandeurs- und Führungsbestände der Roten Armee sowie der Seekriegsflotte verliehen, die bis zum 23. Februar 1938 (diesen Tag einschließlich) 20 Jahre in der Roten Armee gedient hatten. Ferner auch an Teilnehmer der Oktoberrevolution, des russischen Bürgerkrieges und anderer militärische Kämpfe für die Verteidigung der Freiheit und Unabhängigkeit der UdSSR. Die Medaille wurde auch all jenen Personen verliehen, die während des Bürgerkrieges mit dem Rotbannerorden ausgezeichnet worden waren. Zu der 20-jährigen Dienstzeit konnten auch die zurückgelegte Zeiten von 1917 bis 1921 angerechnet werden, die in den Reihen der Roten Garde sowie der Roten Armee absolviert worden waren.

## Aussehen und Trageweise
Die 30 mm durchmessende silberne Medaille zeigt auf ihrem Avers einen dominierenden emaillierten Roten Stern sowie die römische Ziffer XX. Der glatte Rand ist drei Millimeter breit. Das Revers der Medaille zeigt hingegen einen rechtsgerichteten Rotarmisten, der ein Gewehr im Anschlag hält. Rechts neben diesen, sind die Jubiläumsdaten 1918–1938 zu lesen. Getragen wurde die Medaille ab 1943 an der linken Brustseite an einer grauen pentagonalen Spange mit einem zwei Millimeter breiten rotem Saum. Die Interimspange ist von gleicher Beschaffenheit. Von 1938 bis 1943 wurde die Medaille an einer Spange mit rotem Bande getragen.